# Войково (Амурська область)
Войково (рос. Войково) — село у Константиновському районі Амурської області Російської Федерації. Розташоване на території українського історичного та етнічного краю Зелений Клин.
Входить до складу муніципального утворення Новопетрівська сільрада. Населення становить 192 особи (2018).

## Історія
З 25 січня 1944 року підпорядковане Константиновському районі. З 20 жовтня 1932 року входить до складу новоутвореної Амурської області.
З 1 січня 2006 до 7 травня 2015 року органом місцевого самоврядкування була Войківська сільрада. Відтак сільрада була доєднана до Новопетрівської.

## Населення
| 2002 | 2010 | 2012 | 2013 | 2014 | 2015 | 2016 |
| ---- | ---- | ---- | ---- | ---- | ---- | ---- |
| 304  | ↘195 | ↘194 | ↗198 | ↘194 | ↘191 | ↗193 |
| 2017 | 2018 |      |      |      |      |      |
| ↗196 | ↘192 |      |      |      |      |      |